# At Christmas
At Christmas è un album discografico di James Taylor, uscito nel 2006, riedizione del precedente A Christmas Album del 2004 con i brani aggiuntivi River e Have Yourself a Merry Little Christmas (già pubblicato nell'album October Road del 2002), mentre non è presente il brano Deck the Halls incluso nell'album del 2004.

## Tracce
1. Winter Wonderland (con Chris Botti)
2. Go Tell It on the Mountain
3. Santa Claus Is Coming to Town
4. Jingle Bells
5. Baby, It's Cold Outside (con Natalie Cole)
6. River
7. Have Yourself a Merry Little Christmas
8. The Christmas Song (Chestnuts Roasting on an Open Fire) (con Toots Thielemans)
9. Some Children See Him
10. Who Comes This Night
11. In the Bleak Midwinter
12. Auld Lang Syne